# آنجلیکا آراگون
آنجلیکا آراگون (انگلیسی: Angélica Aragón؛ زادهٔ ۱۱ ژوئیهٔ ۱۹۵۳) یک هنرپیشه اهل مکزیک است.
از فیلم‌ها یا برنامه‌های تلویزیونی که وی در آن نقش داشته است می‌توان به تل‌ماسه، بلا، رقص کثیف ۲ و برداشتن قطعات اشاره کرد.